# Zavoya parvula
Zavoya parvula är en stekelart som beskrevs av Boucek 1992. Zavoya parvula ingår i släktet Zavoya och familjen bredlårsteklar.
Artens utbredningsområde är Venezuela. Inga underarter finns listade i Catalogue of Life.